# کنسکت (واشینگتن)
کنسکت (به انگلیسی: Kanaskat) یک منطقهٔ مسکونی در ایالات متحده آمریکا است که در شهرستان کینگ، واشینگتن واقع شده‌است.